# Palpares cephalotes
Palpares cephalotes is een insect uit de familie van de mierenleeuwen (Myrmeleontidae), die tot de orde netvleugeligen (Neuroptera) behoort. 
Palpares cephalotes is voor het eerst wetenschappelijk beschreven door Klug in Ehrenberg in 1834.